# Gérard Hernandez
Pour les articles homonymes, voir Gerard Hernández et Hernández.
Gérard Hernandez, né Julio Hernández le 20 janvier 1933 à Valladolid, en Espagne, est un acteur et auteur français. 
Après avoir joué de nombreux rôles au cinéma et à la télévision, il se fait connaître du grand public pour son interprétation de Raymond dans la série télévisée Scènes de ménages (2009-).
Gérard Hernandez a également mené une carrière étendue dans le théâtre de boulevard et le doublage. Il a ainsi prêté sa voix à nombre de personnages, notamment de séries d'animation des années 1970 aux années 1990, comme Gonzo dans le Muppet Show (1977) ainsi que le Grand Schtroumpf et le Schtroumpf grognon dans Les Schtroumpfs (1981), ou encore Iznogoud dans la série d'animation Iznogoud (1996-1997).
En 2025, Gérard Hernandez, en tant qu'acteur, a 70 ans de carrière avec des rôles dans 32 séries et 55 films. Il a été nommé deux fois aux Molières en 1992 et 1994. Dans les médias, il a été qualifié de « comédien reconnu » sur RTL et d'« acteur emblématique » par Télé-Loisirs.

## Biographie

### Jeunesse et famille
Gérard Hernandez est né Julio Gerardo Hernández, le 20 janvier 1933 à Valladolid, en Espagne. Fils d'émigrés espagnols originaires de cette ville, Gérard Hernandez commence sa carrière comme bibliothécaire au centre culturel espagnol parisien.
Il est naturalisé français en 1975,. En 2020, il confie sur le plateau de Ça commence aujourd'hui diffusée sur France 2, avoir changé son nom de naissance de peur de mauvaises épellations, et il précise, en utilisation le son du c'h breton ou du ch allemand  : « parce que ce n'est pas Julio, c'est C'houlio. [...] C'est pour ça Gérard. Mon vrai prénom c'est Julio Gerardo. Jules Gérard, ça faisait prétentieux... », explique-t-il.
En janvier 2021, Gérard confie être marié à sa compagne, Micheline, depuis plus de 68 ans. Ils se sont rencontrés en 1952 lors de vacances au Pouliguen, en Loire-Atlantique, alors que l'acteur n'a encore que 19 ans. Sept ans après leur rencontre, le couple fait le choix de célébrer leur mariage pendant lequel Gérard fait ses débuts au cinéma. La même année, ils accueillent leur fils unique, François, qui va trouver lui aussi, sa vocation dans le cinéma. En 1981, Micheline rejoint Gérard lors du tournage du film Coup de torchon au Sénégal mais aussi en 2013, pendant le tournage de Scènes de ménage où elle fait une apparition sur le plateau.

### Cinéma et télévision
Gérard apparaît pour la première fois sur le grand écran dans La Meilleure Part, sorti en 1956, d'Yves Allégret dans le rôle d'un ouvrier espagnol qui ne maîtrise pas le français. C'est d'ailleurs grâce à Yves Allégret que Gérard a découvert le monde du cinéma. « La première fois que je suis monté sur scène, je me suis dit : mais c'est relativement facile ce métier », explique-t-il. Dès lors, dans sa jeunesse, Gérard interprète des petits et seconds rôles pour débuter, sous la direction de Jean-Jacques Annaud, Jacques Becker, Gérard Oury et de Sydney Pollack. 
Il fait une apparition dans le rôle d’un gendarme dans le film Le Cerveau, avec Bourvil et Jean-Paul Belmondo.
Il donne la réplique à Louis de Funès dans la comédie à succès Hibernatus, sorti en 1969.
Il joue en tandem avec Jean-Pierre Marielle face à Philippe Noiret dans Coup de torchon de Bertrand Tavernier en 1981.
De 2002 à 2009, il tient le rôle récurrent du commissaire Perret dans la série télévisée Père et Maire.
De 2004 à 2006, il intervient dans l'émission radio présentée par Laurent Ruquier, On va s'gêner.
Depuis 2009, il devient populaire du petit écran très tardivement auprès des nouvelles générations, en interprétant le personnage de Raymond, aux côtés de Marion Game, dans la série humoristique Scènes de ménages sur M6. Cependant, il avouera par la suite ne pas avoir aimé la série à ses débuts avant de se rétracter avec le temps. « J'avais vu la version espagnole, qui était mauvaise. Quand j'ai accepté le rôle, je pensais que ça ne durerait que trois mois », décrit-il à Télé 7 jours.

### Usage de sa voix
Gérard est apprécié par les médias pour ses qualités d'acteur dans l'animation française et le doublage d'œuvres étrangères, en particulier dans les séries d'animation. Gérard explique avoir « adoré travailler pour les enfants. J'ai adoré ça. Je trouve que c'est ce que j'ai fait de mieux. J'ai fait énormément de dessins-animés et je me suis un peu arrêté quand les mangas sont arrivés, qui étaient violents, je n'aimais pas trop, j'ai dit non là... » Il incarne ainsi Gonzo dans Le Muppet Show (1977), Jack Dalton dans Lucky Luke (1983-1984), Willie Tanner dans Alf  ainsi que le Grand Schtroumpf et le Schtroumpf grognon dans la série Les Schtroumpfs de 1981. Il incarne aussi la voix du Professeur Moriarty dans la série d'animation Sherlock Holmes de 1984. Dans les années 1990, il prête sa voix au personnage Gomez dans la série La Famille Addams de 1992, mais aussi à Iznogoud, dans la série homonyme de 1996 à 1997.
En 2011, il retrouve le Grand Schtroumpf dans un premier temps dans le film Les Schtroumpfs, dans sa suite Les Schtroumpfs 2 sorti en 2013, puis pour le film Les Schtroumpfs et le Village perdu sorti en 2017, mais il ne reprend pas le rôle dans la série de 2021 et se fait remplacer par Jean-Loup Horwitz . En 2018, il prête sa voix au druide Atmosférix dans Astérix : Le Secret de la potion magique. En 2020, il prête sa voix au grand-père dans le film d'animation Josep d'Aurel,,.
Du côté des films, il a doublé des acteurs tels que Danny DeVito dans Les Filous, sorti en 1987. Il a aussi doublé Woody Allen, Omar Sharif, Cheech Marin, Dennis Hopper, Pat Morita et John Turturro. Il s'est également lié d'amitié avec Al Pacino dans les années 1970.

### Autres
Dans les années 1970 et 1980, il fut un invité régulier des émissions comme Les Jeux de 20 heures sur FR3 et L'Académie des neuf sur Antenne 2. Il a également animé le jeu télévisé Les Affaires sont les affaires sur Canal+ au milieu des années 1980.
En 2015, il sort son ouvrage intitulé De scènes de vie à scènes de ménages, paru aux éditions Cherche midi. Dans ce livre, « l'acteur revient sur ses 60 ans de carrière, indiquent les organisateurs de la dédicace. Il a joué dans de nombreux films et pièces de théâtre, il fut nommé deux fois aux Molières et se distingue grâce à sa voix prêtée à de nombreux personnages de dessins animés.».
En 2016, il joue un savant fou dans le clip de Man from the Stars du groupe Øctav.
Il est également sociétaire de l'émission Les Grosses Têtes.

## Théâtre

### En tant que comédien
- 1957 : La Guerre du sucre de Robert Collon, mise en scène Yves Allégret, théâtre des Bouffes-Parisiens
- 1962 : Trencavel de Robert Collon, mise en scène Jean Mercure, théâtre Montparnasse
- 1976 : Duos sur canapé de Marc Camoletti, mise en scène de l'auteur, Théâtre Michel
- 1978 : Les Papas naissent dans les armoires de Giulio Scarnicci et Renzo Tarabusi, mise en scène Gérard Vergez, théâtre de la Michodière
- 1978 - 1981 : Areu = MC2 de Gérard Hernandez et Marc Moro, mise en scène Gérard Hernandez, Théâtre des Blancs-Manteaux
- 1980 : L'Homme au chapeau de porcelaine de Fernando Arrabal, mise en scène Gérard Hernandez, Théâtre Tristan-Bernard
- 1986 : Le Système Ribadier de Georges Feydeau, mise en scène Philippe Ogouz, théâtre La Bruyère
- 1988 : La Présidente de Maurice Hennequin et Pierre Veber, mise en scène Pierre Mondy, Théâtre des Variétés
- 1991 : 3 partout de Ray Cooney et Tony Hilton, mise en scène Pierre Mondy, théâtre des Variétés
- 1992 : Sans rancune de Sam Bobrick et Ron Clark, mise en scène Pierre Mondy, théâtre du Palais-Royal
- 1993 : Le Dîner de cons de Francis Veber, mise en scène Pierre Mondy, théâtre des Variétés
- 1997 : Les Œufs de l'autruche d'André Roussin, mise en scène Stéphane Hillel, Théâtre des Variétés
- 1999 : La Surprise de Pierre Sauvil, mise en scène Annick Blancheteau, théâtre Saint-Georges
- 2004 : Grosse Chaleur de Laurent Ruquier, mise en scène Patrice Leconte, théâtre de la Renaissance
- 2012 : Toc toc de Laurent Baffie, mise en scène Isabelle Rattier, tournée

### En tant que metteur en scène
- 1980 : L'Homme au chapeau de porcelaine de Fernando Arrabal, Théâtre Tristan-Bernard
- 2005 : La Peau du personnage de Philippe Craig, Le Funambule Montmartre

## Filmographie

### Cinéma
- 1955 : La Meilleure Part d'Yves Allégret : Gonzalez
- 1957 : Méfiez-vous fillettes d'Yves Allégret : un client de l'hôtel de passe
- 1957 : Montparnasse 19 de Jacques Becker
- 1959 : Le Trou de Jacques Becker : un détenu
- 1959 : Guinguette de Jean Delannoy
- 1960 : La Millième Fenêtre de Robert Ménégoz : Pablo, l'un des ouvriers espagnols
- 1961 : La Belle Américaine de Robert Dhéry : Gruau, un policier
- 1961 : Un nommé La Rocca de Jean Becker : un détenu démineur
- 1961 : Le crime ne paie pas, sketch L'Homme de l'avenue de Gérard Oury : un témoin de l'accident
- 1962 : Le Couteau dans la plaie d'Anatole Litvak : le serveur qui fait savoir à Lisa qu'on lui téléphone (non crédité)
- 1966 : Les Combinards de Jean-Claude Roy : l'abbé
- 1967 : Soleil Ô de Med Hondo : rôle inconnu
- 1968 : Le Cerveau de Gérard Oury : un agent à Rouen
- 1969 : Hibernatus d'Édouard Molinaro
- 1971 : Méfie-toi Ben, Charlie veut ta peau : Alan Smith (Vittorio Congia)
- 1973 : Les Gaspards de Pierre Tchernia : Hervé Balzac, l'inspecteur de police
- 1973 : Les Bicots-nègres, vos voisins[23]
- 1973 : Mes voisins
- 1975 : Attention les yeux ! de Gérard Pirès : le restaurateur
- 1975 : D'amour et d'eau fraîche de Jean-Pierre Blanc : Ben
- 1975 : Cours après moi que je t'attrape de Robert Pouret : Grandpré
- 1976 : Le Chasseur de chez Maxim's de Claude Vital : Hernandez
- 1976 : Certaines nouvelles de Jacques Davila : le mari de Denise
- 1977 : Bobby Deerfield de Sydney Pollack : Carlos Del Montanara
- 1977 : La nuit, tous les chats sont gris de Gérard Zingg : le patron du bistrot
- 1977 : On peut le dire sans se fâcher (La Belle Emmerdeuse) de Roger Coggio
- 1978 : Les Ringards de Robert Pouret : le directeur de la prison
- 1979 : Coup de tête de Jean-Jacques Annaud : l'inspecteur
- 1979 : C'est pas moi, c'est lui de Pierre Richard : le vendeur de poteries au souk
- 1979 : Rodriguez au pays des merguez de Philippe Clair : Gongormatz
- 1980 : Signé Furax de Marc Simenon : Asti Spumante
- 1980 : San-Antonio ne pense qu'à ça de Joël Séria : le calife
- 1981 : Prends ta Rolls et va pointer de Richard Balducci : Antonio, le garagiste
- 1981 : Coup de torchon de Bertrand Tavernier : Leonelli
- 1982 : Qu'est-ce qui fait craquer les filles... de Michel Vocoret : Zerbini
- 1984 : Joyeuses Pâques de Georges Lautner : le serveur du restaurant indien
- 1984 : Comment draguer tous les mecs de Jean-Claude Feuillebois : l'ambulancier
- 1984 : Liberté, Égalité, Choucroute de Jean Yanne : le premier flic
- 1985 : Gros dégueulasse de Bruno Zincone : le serveur de couscous
- 1985 : Banana's Boulevard de Richard Balducci : Barquette
- 1986 : Les Roses de Matmata de José Pinheiro : Douiri (voix)
- 1987 : Corentin ou les Infortunes conjugales de Jean Marbœuf : le médecin
- 1988 : Les Gauloises blondes de Jean Jabely : le centurion Cunilingus (inédit en salles)
- 1988 : Sanguines de Christian François : Alvaro
- 1988 : L'Invité surprise de Georges Lautner : le patron du casino
- 1993 : Je t'aime quand même de Nina Companeez : Luis
- 1993 : Lumière noire de Med Hondo
- 1994 : Le Fabuleux Destin de madame Petlet de Camille de Casabianca : Sammy
- 1997 : La Femme du cosmonaute de Jacques Monnet : Professeur Klavel
- 1998 : La Dilettante de Pascal Thomas : inspecteur de police
- 2000 : Un crime au Paradis de Jean Becker : Jacky
- 2001 : 70 ans paraissant moins de Patrice Bertrand (court-métrage)
- 2013 : Fonzy d'Isabelle Doval : Ramon Costa

### Télévision
- 1960 : Les Cinq Dernières Minutes, épisode Au fil de l'histoire de Claude Loursais : un peintre en bâtiment
- 1972 : Les Évasions célèbres (série télévisée) : Mazarin (épisode L'Evasion du duc de Beaufort)
- 1975 : Au théâtre ce soir : Monsieur Silence de Jean Guitton, mise en scène Christian Alers, réalisation Pierre Sabbagh, théâtre Édouard-VII - Monsieur Jo
- 1978 : Le Temps des as (feuilleton télévisé) : Bechereau
- 1979 : Le Roi qui vient du sud (feuilleton télévisé) : Concini
- 1981 : L'Atterrissage (téléfilm) : Ballurin
- 1981 : Le Petit Mitchell illustré (téléfilm)
- 1982 : Toutes griffes dehors (feuilleton télévisuel) : Simonès
- 1982 : Areu = MC2 (téléfilm) : l'enfant pauvre (captation théâtrale)
- 1984 : Billet doux de Michel Berny
- 1985 : La Famille Bargeot (série télévisée)
- 1985 : Le Canon paisible (feuilleton télévisé) : Voui-Voui
- 1986 : Madame et ses Flics de Roland-Bernard, épisode Le Film hanté
- 1987 : Marie Pervenche de Claude Boissol, épisode Salade russe
- 1987 : Mort aux ténors (téléfilm) de Serge Moati : Jacky Reboul
- 1988 : Vivement lundi ! (série télévisée)
- 1988 : Maguy, épisode Retrouvailles que vaille ! (série télévisée) : Léon, le premier mari de Maguy
- 1988 : Le Ravissement de Scapin (téléfilm) : le spadassin
- 1989 : Commissaire Moulin (épisode Corvée de bois), (série télévisée de Paul Planchon) : José Ribeira
- 1991 : Trois partout (téléfilm)
- 1991 : C'est quoi ce petit boulot ? de Michel Berny (feuilleton télévisé) : Ben
- 1998 : Bonnes vacances (téléfilm) : Monsieur Legendre
- 2000 : La Surprise (téléfilm) : Philippe Chabrier
- 2002-2009 : Père et Maire (série télévisée, 23 épisodes) : le commissaire Boniface Perret
- 2003 : Fabien Cosma (série télévisée, épisode 3 : Jamais trop tard) : Georges
- 2004 : Mer belle à agitée (téléfilm) : Albert
- 2005 : Retiens-moi (téléfilm) : M. Vannier
- 2009-en cours : Scènes de ménages (série télévisée) (sur M6) : Raymond
- 2015 : Peplum (série télévisée) de Philippe Lefebvre : le poète
- 2016 : À votre service de Florian Hessique : Maitre Barrios
- 2018 : Mystère à Paris de Renaud Bertrand : Général Richmond
- 2019 : Myster Mocky présente, épisode Un tour en voiture de Jean-Pierre Mocky

## Doublage

### Cinéma

#### Films
- Tomás Milián dans :
  - Colorado (1966) : Cuchillo
  - Le Blanc, le Jaune et le Noir (1975) : Sakura
  - Échec au gang (1977) : Sergio Marazzi dit « Poubelle »
  - Escroc, Macho et Gigolo (1983) : Tony Roma

- Jaime Sánchez dans :
  - Le sable était rouge (1967) : Colombo
  - La Horde sauvage (1969) : Angel

- Vito Scotti dans :
  - Fleur de Cactus (1969) : Señor Arturo
  - Le Parrain (1972) : Nazorine (1er doublage)

- Omar Sharif dans :
  - L'Or de MacKenna (1969) : Colorado
  - La Loi du désert (1992) : l'émir Beni-Zair

- Pedro Armendariz Jr. dans :
  - Macho Callahan (1970) : Juan
  - La Chevauchée des sept mercenaires (1972) : Pepe Carral

- Dominic Barto dans :
  - Un flic hors-la-loi (1973) : Tom Ferramenti
  - Lucky Luke (1991) : William Dalton

- Graham Stark dans :
  - Le Retour de la Panthère rose (1975) : Pepi
  - La Malédiction de la Panthère rose (1978) : Pr Auguste Balls

- Cliff Gorman dans :
  - Rosebud (1975) : Yafet Hemlekh
  - Le Bunker, les derniers jours d'Hitler (1981) : Joseph Goebbels

- Cheech Marin dans :
  - Faut trouver le joint (1978) : Pedro De Pacas
  - La Couleur de l'arnaque (1996) : Julio Escobar

- Dennis Hopper dans :
  - Apocalypse Now (1979) : le photographe (1er doublage)
  - Garçonne (1980) : Don Barnes

- Tony Kendall dans :
  - Flic ou voyou (1979) : Rey
  - Le Guignolo (1980) : Fredo

- Alfonso Arau dans :
  - À la poursuite du diamant vert (1984) : Juan
  - Trois Amigos ! (1986) : El Guapo

- Jonathan Winters dans :
  - Les Schtroumpfs (2011) : le Grand Schtroumpf (voix)
  - Les Schtroumpfs 2 (2013) : le Grand Schtroumpf (voix)
- 1937[n 1] : Rue sans issue : Angel (Bobby Jordan)
- 1942[n 2] : Fantômes déchaînés : Dante le magicien
- 1948[n 3] : Le Fils du désert : Pedro Rocafuerte (Pedro Armendariz)
- 1961 : La Farfelue de l'Arizona : Rodriguez (Rudolph Acosta)
- 1963 : Tom Jones : Black George (Wilfrid Lawson)
- 1964 : Parmi les vautours : Weller (Miha Baloh)
- 1964 : Agent 077, opération Jamaïque : Joe, le marin (Joe Brown)
- 1965 : Les Inséparables : l'assistant de Miguel Santos (Roberto Contreras)
- 1966 : Django : voix additionnelles
- 1966 : Rancho Bravo : Juan (Perry Lopez)
- 1966 : L'Homme de la Sierra : Paco (Rafael Campos (en))
- 1966 : Johnny Yuma : « Dorito » (Fidel González)
- 1966 : Un truand : un employé au guichet de la Gran Nacional Airlines (Abel Fernández)
- 1966 : Texas Adios : le mexicain tué et voulant empêcher l'enlèvement de Juanita[Qui ?]
- 1966 : Fantomas contre Scotland Yard : le cheval qui parle [Qui ?]
- 1966 : Arrivederci baby : le comte Maximilian « Max » Rienzi (Warren Mitchell)
- 1967 : Dieu pardonne... moi pas ! : Targo (Juan Olaguivel) (doublé en 1972)
- 1967 : Casino Royale : Jimmy Bond / Dr Noé (Woody Allen)
- 1967 : Sept Secondes en enfer : Latigo (Jorge Russek)
- 1967 : T'as le bonjour de Trinita : Francis (Lucio Dalla)
- 1967 : Trois gars, deux filles... un trésor : Judd Whitman (Pat Harrington)
- 1967 : Reflets dans un œil d'or : Anacleto (Zorro David (en))
- 1967 : La Caravane de feu : Wild Horse (Marco Antônio)
- 1967 : Trois fantômes à la plage : Dr Frieden (John Astin)
- 1968 : Shalako : Rojas (Julián Mateos)
- 1968 : Pancho Villa : Urbina (Robert Viharo)
- 1968 : Le Baiser papillon : M. Rodriguez (Jorge Moreno)
- 1968 : Cinq Gâchettes d'or : James Elfego (Tatsuya Nakadai)
- 1968 : Évasion sur commande : le sergent Pozzallo (Johnny Haymer (en))
- 1968 : Duffy, le renard de Tanger : Abdul, le pourvoyeur de cadavres (Marne Maitland)
- 1968 : Candy : Emmanuel (Ringo Starr)
- 1968 : El Gringo : Antonio (Robert Lipton)
- 1968 : Pendez-les haut et court : Miller (Bruce Dern)
- 1968 : Te casse pas la tête Jerry : Pedro, le chauffeur portugais (Al Mancini)
- 1969 : Un amour de Coccinelle : voix récitant duel Thorndyke-Douglas
- 1969 : Les Colts des sept mercenaires : Max (Reni Santoni)
- 1969 : La Vengeance du shérif : Billy Young (Robert Walker Jr.)
- 1969 : L'Étau : Hernandez (Carlos Rivas) et Pablo Mendoza (Lewis Charles)
- 1969 : Prends l'oseille et tire-toi : Stanley Krim (Stanley Ackerman) et Franky Wolf [Qui ?]
- 1969 : Un château en enfer : Caporal Amberjack (Tony Bill)
- 1969 : Davey des grands chemins : Davey Haggart (John Hurt)
- 1969 : Le Plus Grand des hold-up : Juan (Larry Storch)
- 1969 : Sam Whiskey le dur : Sam Whiskey (Burt Reynolds)
- 1970 : Little Big Man : l'historien (William Hickey)
- 1970 : Chisum d'Andrew V. McLaglen : Neemo (Lloyd Battista), Jess Evans (Richard Jaeckel) et Amos Patton (John Agar)
- 1970 : La Seconde Mort d'Harold Pelham : Luigi le serviteur (Kevork Malikyan)
- 1970 : De l'or pour les braves : Petuko (Perry Lopez)
- 1970 : Les Canons de Cordoba : Andy Rice (Pete Duel)
- 1970 : Les Tueurs de la lune de miel : Raymond Fernandez (Tony Lo Bianco)
- 1970 : Les Baroudeurs : le capitaine Kyriakos Papadopoulos (Yuksel Gozen)
- 1970 : Django arrive, préparez vos cercueils : Flint Fossit (Lu Kamante)
- 1970 : Le Mystère des douze chaises : Sevitsky (Vlada Petric)
- 1970 : On n'achète pas le silence : Benny (Fayard Nicholas)
- 1970 : Campus : Nick (Robert F. Lyons)
- 1970 : L'Exécuteur : le réceptionniste de l'hôtel à Athènes[Qui ?]
- 1971 : Le Venin de la peur : un hippie [Qui ?]
- 1971 : French Connection : Randy, le sergent de Police (Randy Jurgensen)
- 1971 : Deux Hommes dans l'Ouest : le shérif Bill Jackson (Victor French)
- 1971 : La Folie des grandeurs : Giuseppe (Leopoldo Trieste)
- 1971 : Les Chiens de paille : John Niles (Peter Arne)
- 1971 : Captain Apache : Sanchez (Charly Bravo) et le client dans le lit de Maude [Qui ?]
- 1971 : Big Jake : le réceptionniste de l'Hôtel (Jerry Summers)
- 1971 : Charlie et la Chocolaterie : le journaliste du Paraguay (1er doublage)
- 1971 : Rio Verde : Luis Munos (Armand Alzamora)
- 1971 : Le Chat à neuf queues : Gigi (Ugo Fangareggi) et le barbier (Pino Patti)
- 1971 : Quatre Mouches de velours gris : Andrea (Stefano Satta Flores)
- 1971 : Les Charognards : le mexicain tenant la lanterne (Rafael Albaicin)
- 1971 : Les Brutes dans la ville : José (Cass Martin)
- 1971 : Les Doigts croisés : John Fenton (Patrick Mower)
- 1971 : Les Cavaliers : l'homme au turban sur le marché [Qui ?]
- 1971 : Police Magnum : Cremona (Mauro Parenti)
- 1971 : La Rage du tigre : divers personnages (1er doublage)
- 1971 : L'Assassinat de Trotsky : Felipe (Duilio Del Prete) et Pedro (Pierangelo Civera)
- 1972 : Délivrance : l'homme dans la montagne (Bill McKinney)
- 1972 : La Fureur de vaincre : M. Hu (Paul Wei Ping-ao (en)) (1er doublage)
- 1972 : Les Collines de la terreur : le scout mexicain (Raúl Castro)
- 1972 : Les Charlots font l'Espagne : le maître d'hôtel (Jaime de Mora y Aragón)
- 1972 : La Longue Nuit de l'exorcisme : l'idiot du village [Qui ?] et divers villageois
- 1972 : Buck et son complice : le Prêcheur (Harry Belafonte)
- 1972 : La Poursuite sauvage : Chamaco (Jorge Luke)
- 1972 : Les Griffes du lion : le soldat Sikh (Dino Shafeek)
- 1972 : Les flics ne dorment pas la nuit : Sergio (Erik Estrada)
- 1972 : Frenzy : le bagagiste de l'hôtel (Jimmy Gardner)
- 1973 : Mon nom est Personne : le propriétaire du corral
- 1973 : Le Cercle noir : garagiste (Hoke Howell)
- 1973 : Duel dans la poussière : Bennie (Antonio Romero)
- 1973 : Vivre et laisser mourir : Chauffeur de taxi (Arnold Williams)
- 1973 : Scorpio : Zemetkin (Vladek Sheybal)
- 1973 : Police Puissance 7 : Barilli (Victor Arnold)
- 1973 : Le Voleur qui vient dîner : Hector dit « Dynamite » (Gregory Sierra)
- 1973 : Complot à Dallas : Art Mendoza (Joaquín Martínez)
- 1973 : Te Deum : le mexicain (Michele Spadaro Cimarosa)
- 1973 : Les Anges mangent aussi des fayots : Giudà (Victor Israel (en))
- 1973 : Odyssée sous la mer : Dave Moulton, un plongeur (Mark Walker)
- 1973 : Le Boss : Cocchi (Pier Paolo Capponi)
- 1974 : Les Pirates du métro : M. Gris / Giuseppe Benvenuto (Héctor Elizondo)
- 1974 : Le Canardeur : Goody (Geoffrey Lewis)
- 1974 : Un silencieux au bout du canon : Carver, le témoin [Qui ?]
- 1974 : Les Derniers Jours de Mussolini : le commandant Pedro (Lino Capolicchio)
- 1974 : Foxy Brown : Oscar (Bob Minor)
- 1975 : L'Homme qui voulut être roi : Billy Fish (Saeed Jaffrey)
- 1975 : Brannigan : Angell (Arthur Batanides)
- 1975 : New York ne répond plus : le survivant accusé à tort
- 1975 : Parole d'homme : le capitaine Da Silva (Gerard Paquis)
- 1975 : Doc Savage arrive : Don Rubio Gorro (Bob Corso)
- 1975 : Supervixens : Cal MacKinney (John Lazar)
- 1975 : Objectif Lotus : Dr Quon (Clive Revill) et B.J. Spence (Joss Ackland)
- 1975 : Un coup de deux milliards de dollars : Moshe (Shaï K. Ophir)
- 1975 : Le Cogneur : Goldhand (Francesco de Rosa)
- 1975 : La Route de la violence : Buck Wessler (L.Q. Jones)
- 1976 : Taxi Driver : l'épicier (Victor Argo)
- 1976 : Le Bus en folie : Alex (Stuart Margolin)
- 1976 : Josey Wales hors-la-loi : Chato (John Verros)
- 1976 : La Bataille de Midway : le soldat aux jumelles
- 1976 : Police Python 357 : Abadie (Vadim Glowna)
- 1976 : Une étoile est née : Bebe Jesus (M.G. Kelly)
- 1976 : Un dimanche noir : Danny (Ron Lampkin)
- 1976 : Le Trésor de Matacumba : Skaggs (Don Knight)
- 1976 : Dynamite Girls : le fermier mexicain (Tony Corea), le policier caché dans la voiture (Marvin J. Mc Intyre), le responsable de l'épicerie (Dave Nicolson) et l'automobiliste prenant Ellie-Jo en stop[Qui ?]
- 1977 : Annie Hall : le père d'Alvy (Mordecai Lawner) et l'oncle d'Alvy (Martin Rosenblatt)
- 1977 : Croix de fer : Caporal Schnurrbart (Fred Stillkrauth)
- 1977 : Le Convoi de la peur : Bobby Del Rios (Chico Martinez)
- 1977 : Le Crocodile de la mort : Buck (Robert Englund)
- 1977 : Belles d'un soir : Luis (Dominique Aveline), José (Hubert Geral)
- 1977 : Une poignée de salopards : Nick (Michael Pergolani)
- 1978 : Pair et Impair : Nynfus (Sal Borgese)
- 1978 : F.I.S.T. : Vincent Doyle (Kevin Conway)
- 1978 : Les Enfants de la rivière : Cyril le Morse (David Jason), un rat nageant[Qui ?] et une loutre[Qui ?]
- 1979 : Hardcore : un client hispanique (Antonio Esparza)
- 1979 : Manhattan : le serveur de la pizzeria (Raymond Serra)
- 1979 : Arrête de ramer, t'es sur le sable : Morty (Harvey Atkin)
- 1979 : L'Infirmière de nuit : Peppino (Alvaro Vitali)
- 1980 : Les dieux sont tombés sur la tête : Mpudi (Michael Thys) (doublé en 1983)
- 1980 : Stardust Memories : le père de Sandy (Ken Chapin)
- 1980 : Faut s'faire la malle : Skip Donahue (Gene Wilder)
- 1981 : Das Boot : le second lieutenant (Martin Semmelrogge) (1er doublage)
- 1981 : Cannibal Ferox : Juanito, le policier de la banque [Qui ?]
- 1982 : Banana Joe : Manuel (Mario Scarpetta (it))
- 1983 : L'Héritier de la Panthère rose : le chef de la Police de Valence (Michael Elphick) et le docteur (Bill Nighy)
- 1983 : Bonjour les vacances... : le noir donnant la direction (Nathan Cook)
- 1985 : Le Diamant du Nil : Tarak (Paul David Magid)
- 1986 : Le Temple d'or : le patron de la Cantina [Qui ?]
- 1987 : Les Filous : Ernest Tilley (Danny DeVito)
- 1987 : Bigfoot et les Henderson : Jacques LaFleur (David Suchet)
- 1989 : Permis de tuer : Franz Sanchez (Robert Davi)
- 1989 : Karaté Kid 3 : Mr Miyagi (Pat Morita)
- 1989 : Do the Right Thing : Pino (John Turturro)
- 1990 : Les Sorcières : Mr. Stringer (Rowan Atkinson)
- 1990 : Le Prince Casse-noisette : Drosselmeyer (Peter Boretski)
- 1994 : Deux Doigts sur la gâchette : Guzman (Humberto Elizondo)
- 1996 : Kazaam : Malik (Marshall Manesh)
- 1999 : Dick : Les Coulisses de la présidence : G. Gordon Liddy (Harry Shearer)
- 2001 : Bubble Boy : Pushpop (Brian George)
- 2002 : Ali G : l'aveugle (Frank Dunne)
- 2004 : Hidalgo : Yusef (Harsh Nayyar (en))

#### Films d'animation
- 1942[24] : Bambi : M. Hibou
- 1951[25] : Alice au pays des merveilles : le charpentier
- 1955[26] : La Belle et le Clochard : Joe le cuisinier
- 1969 : Tintin et le Temple du Soleil : le chef de gare de Santa Clara
- 1973 : La Planète sauvage
- 1976 : Les Douze Travaux d'Astérix : le Vénérable du sommet
- 1977 : Les Aventures de Bernard et Bianca : Luke
- 1978 : La Ballade des Dalton : Jack Dalton
- 1979 : Le Lion, la Sorcière blanche et l'Armoire magique : Monsieur Beaver / le léopard / le taureau
- 1979 : Le Château de Cagliostro : Jigen (1er doublage)
- 1980 : Le Seigneur des anneaux : Gollum / Langue de Serpent
- 1981 : Métal hurlant : Crapule Jack / Robot
- 1981 : Rox et Rouky : Blaireau
- 1983 : Les Dalton en cavale : Jack Dalton
- 1984 : Cathy la petite chenille : Théodore / Souris des villes[27]
- 1987 : The Chipmunk Adventure : serviteurs du prince arabe, le chef des Indigènes, voix additionnelles
- 1988 : Oliver et Compagnie : Tito
- 1988[28] : Le Petit Dinosaure et la Vallée des merveilles : le narrateur
- 1989[29] : La Petite sirène : Eurêka
- 1990 : Les Jetson, le film : M. Espaciton
- 1990 : Le Prince Casse-noisette : oncle Drosselmeier
- 1990 : Robinson et compagnie : l'oiseau Dodo
- 1992 : Porco Rosso (Kurenai no buta) de Hayao Miyazaki : Paolo Piccolo (doublage tardif effectué en 1995)
- 1998 : La Légende de Brisby : Cecil
- 2000 : Chicken Run : Pick (Ric) (Doublage de Télé-Québec)
- 2001 : Shrek : le prêtre / Geppetto
- 2001 : Atlantide, l'empire perdu : Jebidiah Allardyce « Cookie » Farnsworth
- 2003 : Les Énigmes de l'Atlantide : Cookie
- 2006 : The Wild : Cache, le caméléon
- 2011 : Les Schtroumpfs : Grand Schtroumpf
- 2013 : Les Schtroumpfs 2 : le Grand Schtroumpf
- 2017 : Les Schtroumpfs et le Village perdu : le Grand Schtroumpf
- 2018 : Astérix : Le Secret de la potion magique : Atmosférix
- 2020 : Josep : le grand-père (création de voix)
- 2025 : Les Schtroumpfs, le film : le Grand Schtroumpf

### Télévision

#### Séries télévisées
- 1964-1966 : La Famille Addams : Gomez Addams (John Astin)
- 1965-1970 : Jinny de mes rêves : le capitaine puis major Anthony Nelson (Larry Hagman)
- 1973-1978 : Kojak : l'inspecteur Gomez (2e voix)
- 1977 : La croisière s'amuse : Docteur Adam « Doc » Bricker (Bernie Kopell) (doublage partagé avec Jean-Claude Montalban)
- 1978 : L'Homme de l'Atlantide : Moby (épisode Le petit homme qui aimait rire)
- 1979 : San Ku Kaï : Sidéro, voix additionnelles
- 1979 : Pour l'amour du risque : Roger Winslow (Leonard Frey) (saison 1, épisode 12 : Mort d'un peintre)
- 1982 : Jack Holborn : Un jardinier (saison 1, épisode 12)
- 1982-1984 : Starsky et Hutch :
  - Seth Allen :
    - Janos P. Martini (saison 1, épisode 22)
    - Lantz (saison 2, épisode 2)

  - Mickey (Gene Conforti) (saison 1, épisode 6)
  - Emile Parouch (Raymond Singer) (saison 1, épisode 14)
  - Duke (Stymie Beard) (saison 2, épisode 1)
  - Robert Loom, dit « Mousy » (Zachary Lewis) (saison 2, épisode 11)
  - Joe Collandra (Allan Miller) (saison 2, épisode 15)
  - J.D. Turquet, dit « Le Turc » (Dale Robinette) (saison 2, épisode 20)
  - Paco Ortega (Jorge Cervera Jr.) (saison 2, épisode 22)
  - Jerry (Louis Nye) (saison 3, épisodes 1 et 2)
  - le chauffeur de taxi (Jaime Tirelli) (saison 3, épisode 20)
  - Damon (Lenny Baker) (saison 4, épisode 16)
- 1983 : Zorro et fils : Sergent Sepúlveda (Richard Beauchamp)
- 1984-1989 : Deux Flics à Miami :
  - l'escroc bas de gamme Izzy Moreno (Martin Ferrero) (23 épisodes)
  - le lieutenant Lou Rodriguez (Gregory Sierra) (5 épisodes)
  - « Fast » Eddie Felcher (Ben Stiller) (saison 4, épisode 2 - 1987)
- 1986-1990 : Alf : Willie Tanner (Max Wright)
- 1987-1989 : Paire d'as : René (Roland Magdane)
- 1987 : Les Routes du paradis : le père Noël (saison 4)
- 1989 : Dynastie :
  - Farouk Ahmed (Kabir Bedi) (1er doublage)
  - l'avocat Ramon (Henry Darrow)
- 1989-1991 : Les Contes de la crypte :
  - Jonas (M. Emmet Walsh) (saison 1 épisode 6)
  - le metteur en scène (John Astin) (saison 3, épisode 5)
- 2006 : Les Tricheurs : ? ( ? )

#### Séries d'animation
- 1960-1966 : Les Pierrafeu : Barney Laroche
- 1967 : Les Quatre Fantastiques : Johnny Storm, Klaw, Homme Taupe (2e voix)
- 1969 : Pattaclop Pénélope : Sylvestre Tapinoès/Le chaperon noir
- 1969 : Les Fous du volant : Roc et Gravillon
- 1969-1972 : Pancho et Rancho : Pancho
- 1976 : Les Aventures de l'ours Paddington : ?
- 1977 : Le Muppet Show : Gonzo, Waldorf, Rowlf, Enrico Chonaille (Les cochons dans l'espace)
- 1977 : Waldo Kitty : Waldo le chat
- 1977 : Bouba : Oncle Émile
- 1978 : Il était une fois… l'Homme : voix additionnelles
- 1978 : Puff, le dragon magique : Puff
- 1979 : Capitaine Flam : l'Empereur de l'immortalité (La Source de l'immortalité)
- 1980 : Tchaou et Grodo : Bosso
- 1981 : Le Tour du monde en quatre-vingts jours : Bully et Tico
- 1981 : Les Schtroumpfs : Grand Schtroumpf, Schtroumpf Grognon, Schtroumpf Peintre, Schtroumpf Mollasson
- 1981 :  Les Trois Mousquetaires : D'Artagnan
- 1983 : Dans les Alpes avec Annette : Fernand (1re voix)
- 1983 : Les Maîtres de l'Univers : Skeletor (1re voix)
- 1983-1984 : Lucky Luke : Jack Dalton, voix additionnelles
- 1984 : Albator 84 : Monsieur Zon (2e voix), voix additionnelles
- 1984 : Sherlock Holmes : Professeur Moriarty (voix principale)
- 1984 : Ferdy la Fourmi : Fruidor (2e voix), Oscar (1re voix), la sauterelle (1re voix)
- 1984 : Cathy la petite fermière : le grand-père de Cathy
- 1985 : Cosmocats : Mongor, Claudus
- 1985 : Bibifoc : Sulfuric
- 1985 : Robo Story : Vieux Robo, Robo Sot, Roboradar, Robo sorcier
- 1985 : Les Bisounours : Grognon (épisodes 10 à 19) et Toufou le lapin (épisodes 1, 17 et 18)
- 1985 : Transformers : Trailbreaker (voix de remplacement dans l'épisode Sauvez le Soleil)
- 1986 : L'Oiseau bleu : Tylo, père des deux enfants, narrateur
- 1989 : Babar : Cornélius
- 1989 : Super Mario Bros. : Mervin le magicien (épisode 3)
- 1989-1990 : Tic et Tac, les rangers du risque : un des acolytes de Catox, voix additionnelles
- 1991 : Myster Mask : Myster Mask et Sinister Mask
- 1992 : Les Animaux du Bois de Quat'sous : Faisan, voix additionnelles
- 1993 : Albert le cinquième mousquetaire : D'Artagnan
- 1993 : La Panthère rose : La Panthère rose
- 1995 : Iznogoud : Iznogoud
- 1997 : Les 101 Dalmatiens : Jasper, le Maire Edmond, le Rat, Sydney, le sergent Tibs, voix additionnelles
- 1998 : Histeria : le père temps
- 1998-1999 : Hercule : Homère
- 1999 : Courage, le chien froussard : le vieil homme découpeur (épisode 12), M. Chèvre

### Clip
- 2016 : clip de Man from the Stars du groupe Øctav[22]

### Publicités
- Voix de Pico le chien dans les publicités pour Chocapic
- 2018 : Alain Afflelou Acousticien (télévision et radio)[30]

## Discographie
- Livre-disque : Prince Saphire, la potion de vérité, conte de Philippe Lorin et Jean-Jacques Thiébault, avec les voix de Tonia Cariffa et de Gérard Hernandez, Éditions Junior Productions Musique, 1976.

## Publication
- Gérard Hernandez et Catherine Siguret, De scènes de vie à scènes de ménages, Paris, Le Cherche midi, 2015, 208 p. (ISBN 978-2-7491-4317-0).

## Distinctions
- 1992 : Molières, nomination au Molière du comédien dans un second rôle pour Sans rancune
- 1994 : Molières, nomination au Molière du comédien dans un second rôle pour Le Dîner de cons
- 2012 : RTL/ Télé 2 semaines : nommé meilleur acteur français dans la meilleure série (Scènes de ménages)[5]